# Brigadas Mixtas Independientes (Ejército Imperial Japonés)
Las Brigadas Mixtas Independientes hacen referencia a un tipo de unidad del Ejército Imperial Japonés que fueron formadas entre 1937 y 1945. En esos años se formaron un total de 126 Brigadas Mixtas Independientes (numeradas del 1 al 136 con algunos vacíos), típicamente compuestas por varias unidades separadas de otras formaciones. Algunas estaban compuestas por activos separados e independientes (generalmente batallones de infantería independientes). Estas brigadas estaban organizadas bajo un mando unificado y normalmente se usaban en funciones de apoyo, como seguridad, protección de los flancos, vigilancia de prisioneros de guerra y guardias de campos de internamiento y mano de obra en territorios ocupados. Una Brigada Mixta Independiente tenía entre 5.000 y 11.000 efectivos.

## Historia
Las dos primeras de estas Brigadas Mixtas Independientes formadas por el Ejército de Kwangtung en la década de 1930 fueron la 1.ª Brigada Mixta Independiente y la 11.ª Brigada Mixta Independiente. Cada una de estas brigadas estaba organizada de manera única; la 1.ª se disolvió en 1937, mientras que la 11.ª se transformó en la 26.ª División en 1938.
Más tarde se formó una serie de Brigadas Mixtas Independientes con el propósito de guarnecer los grandes territorios de China capturados en la fase inicial de la segunda guerra sino-japonesa. Esta variedad para China generalmente se organizaba con cinco batallones de infantería, una unidad de artillería y tropas de trabajo. En el teatro del Pacífico tenían configuraciones diferentes y más variadas de unidades subordinadas.
La Fuerza de Defensa de Hong Kong, que se estableció en 1942 para ocupar Hong Kong, era equivalente a una Brigada Mixta Independiente.

## Lista de Brigadas Mixtas Independientes

### Ejército de Kwantung
- 1.ª Brigada Mixta Independiente (acuartelada en Chichi-jima)
- 11.ª Brigada Mixta Independiente (transformada en la 26.ª División)

### Brigadas formadas para la segunda guerra sino-japonesa y la guerra del Pacífico
| Número | Período de tiempo | Apuntes                                                      |
| ------ | --- | ------------------------------------------------------------ |
| 1      | Taiyuan, 1937 – Iwo Jima, 1944 | -                                                            |
| 2      | Iwo Jima, 1944 | separada de la 109.ª División                                |
| 3      | China del Norte, 1941–1945, 1.º Ejército | -                                                            |
| 4      | Taiyuan, 1943 | transformada en la 62.ª División                             |
| 5      | Shandong, 1939–1941, 12.º Ejército | -                                                            |
| 6      | Taiyuan, 1941–1943, 12.º Ejército | transformada en la 62.ª División                             |
| 7      | 1941, 12.º Ejército – 1944, Henan | transformada en la 115.ª División                            |
| 8      | China del Norte, 1941 – Chengde, 1945 | -                                                            |
| 9      | China del Norte, 1941 | -                                                            |
| 10     | Jinan, 1941, 12.º Ejército | -                                                            |
| 11     | Taiyuan, 1937; batalla del oeste de Henan-norte de Hubei, 1945                                                                               | 2 unidades separadas, formadas en 1937 y 1939                |
| 12     | Taiyuan, 1937, Chuzhou, 1939 | -                                                            |
| 13     | Lu'an, 1943 | transformada en la 65.ª División                             |
| 14     | Jiangxi, 1942 | transformada en la 65.ª División                             |
| 15     | Taiyuan, 1937 | -                                                            |
| 16     | Linfen, 1942 | transformada en la 69.ª División                             |
| 17     | 1941, 13.º Ejército – 1945, 6.º Ejército Japonés de Área                                                                                     | -                                                            |
| 18     | Dangyang, 1940 | -                                                            |
| 19     | Guangzhou, 1941, 23.º Ejército | transformada en la 129.ª y la 130.ª Divisiones               |
| 20     | Ningbo, 1942 | transformada en la 70.ª División                             |
| 21     | Indochina francesa, 1941 | separada de la 104.ª División                                |
| 22     | Guangzhou, 1941, 23.º Ejército | -                                                            |
| 23     | 1945, 23.º Ejército | -                                                            |
| 24     | Myitkyina, 1944 | -                                                            |
| 25     | Sumatra, enero de 1944, 25.º Ejército | -                                                            |
| 26     | Sur de Sumatra, enero de 1944, 25.º Ejército – Singapur, mayo de 1945                                                                        | -                                                            |
| 27     | Yakarta, 1944, 16.º Ejército | Brigada mixta de Taiwán                                      |
| 28     | Este de Java, 1944, 16.º Ejército | -                                                            |
| 29     | Bangkok, diciembre de 1943 – Prachuap Khiri Khan Province, agosto de 1944                                                                    | -                                                            |
| 30     | Shanghái, 1943 – Mindanao, 1944 | transformada en la 100.ª División                            |
| 31     | Bohol, junio de 1944 | transformada en la 102.ª División                            |
| 32     | Baguio, julio de 1943 | transformada en la 103.ª División                            |
| 33     | Luzon, 1944 | transformada en la 105.ª División                            |
| 34     | Nankín, 1943 – Saigón, 1944 | -                                                            |
| 35     | Tokio, 1944 – Islas Andamán, 1945, 29.º Ejército                                                                                             | no confundir con Destacamento Kawaguchi                      |
| 36     | Tokio, 1944 – Islas Nicobar, 1945, 29.º Ejército                                                                                             | -                                                            |
| 37     | Osaka, 1944 – Malasia, 1945, 29.º Ejército                                                                                                   | -                                                            |
| 38     | Bouganville, 1944 | -                                                            |
| 39     | Islas Salomón, 1944 – 1945, 41.º Ejército | -                                                            |
| 40     | Islas Salomón, 1944 | -                                                            |
| 43     | Iturup, 1945 | transformada en la 89.ª División                             |
| 44     | Okinawa, 1945 | -                                                            |
| 45     | Okinawa, 1945 | -                                                            |
| 46     | Taipéi, 1944 | transformada en la 66.ª División                             |
| 47     | Saipán, 1944 | -                                                            |
| 48     | Guam, As Sombreru Pillboxes, 1944 | -                                                            |
| 49     | Islas menores de Palaos, Yap e Isla Fais, mayo de 1944                                                                                       | -                                                            |
| 50     | Woleai | -                                                            |
| 51     | Lago Chuuk, Islas Nomoi | -                                                            |
| 52     | Isla Ponape, mayo de 1944 | -                                                            |
| 53     | Palaos | -                                                            |
| 54     | Leyte, 1944, 14.º Ejército Japonés de Área                                                                                                   | -                                                            |
| 55     | Leyte, 1944, 14.º Ejército Japonés de Área                                                                                                   | -                                                            |
| 56     | Borneo, 1944 | -                                                            |
| 57     | Jolo, 1944 | -                                                            |
| 58     | Luzon, 1944, 14.º Ejército Japonés de Área                                                                                                   | separada de la 47.ª División                                 |
| 59     | Okinawa, 1945 | -                                                            |
| 60     | Mudanjiang, agosto de 1944 – Miyako-jima, septiembre de 1944                                                                                 | -                                                            |
| 61     | China, 1944 – Taiwán, August 1944 – Luzón, 1944, 14.º Ejército Japonés de Área – julio de 1945, Islas Babuyán, 10.º Ejército Japonés de Área | -                                                            |
| 62     | Fuzhou, 1944 | -                                                            |
| 64     | Yamaguchi, 1944 – Amami Ōshima, 1945 | -                                                            |
| 65     | Hiroshima, 1941 – Guadalcanal, 1942 – Rabaul, 1944                                                                                           | -                                                            |
| 66     | 1945, 6.º Ejército – agosto de 1945, Nii-jima, 12.º Ejército Japonés de Área                                                                 | -                                                            |
| 67     | August 1945, Hachijō-jima, 12.º Ejército Japonés de Área                                                                                     | -                                                            |
| 68     | Keelung, julio de 1944 – Leyte, diciembre de 1944                                                                                            | -                                                            |
| 69     | Hokkaido, 1945 | transformada en la 89.ª División                             |
| 70     | Saigón, diciembre de 1944 – Malasia, 1945, 29th Army                                                                                         |                                                              |
| 71     | Kota Kinabalu, mayo de 1944 – Kuching, febrero de 1945                                                                                       | -                                                            |
| 72     | Thanbyuzayat, 1944 | -                                                            |
| 73     | Condado de Sunwu, octubre de 1944 | transformada en la 123.ª División                            |
| 75     | Hengchun, 26 de octubre de 1944 – Penghu, enero de 1945, 40.º Ejército – Hsinchu, junio de 1945                                              | obligada a desembarcar en Hengchun                           |
| 76     | Keelung, enero de 1945, 10.º Ejército Japonés de Área                                                                                        | -                                                            |
| 77     | Taiwán, 1944 | transformada en la 135.ª División                            |
| 78     | Jiamusi, julio de 1945 | transformada en la 134.ª División                            |
| 79     | Mudanjiang, marzo de 1945, 3.er Ejército Japonés de Área                                                                                     | -                                                            |
| 80     | Hailar, abril de 1945 – Jalainur, agosto de 1945, 4.º Ejército                                                                               | -                                                            |
| 81     | Xiangtan, marzo de 1945, 20.º Ejército | -                                                            |
| 82     | Zhuzhou, marzo de 1945, 20.º Ejército | -                                                            |
| 83     | Hankou, marzo de 1945, 6.º Ejército Japonés de Área                                                                                          | -                                                            |
| 84     | Jiujiang, marzo de 1945, 6.º Ejército Japonés de Área                                                                                        | -                                                            |
| 85     | Yingcheng, marzo de 1945, 6.º Ejército Japonés de Área                                                                                       | -                                                            |
| 86     | Xiangxi, abril de 1945, 20.º Ejército | -                                                            |
| 87     | Hengyang, abril de 1945, 20.º Ejército | -                                                            |
| 88     | Guangxi, abril de 1945, 11.º Ejército | -                                                            |
| 89     | Jinhua, agosto de 1944 – Fenghua, agosto de 1945, 6.º Ejército                                                                               | separada de la 60.ª División                                 |
| 90     | Yangzhou, febrero de 1945, 10.º Ejército o 13.º Ejército                                                                                     | información contradictoria                                   |
| 91     | Ningbo, febrero de 1944, 6.º Ejército | -                                                            |
| 92     | Datong, febrero de 1945, 13.º Ejército – Xuzhou, agosto de 1945                                                                              | -                                                            |
| 95     | Hachinohe, 1945, 50.º Ejército | -                                                            |
| 96     | 6 de febrero de 1945, Tokio – agosto de 1945, Tateyama, Ejército de la Bahía de Tokio                                                        | -                                                            |
| 97     | Fujieda, Shizuoka, 1945, 54.º Ejército | -                                                            |
| 98     | Koyama, 1945, 57.º Ejército | -                                                            |
| 100    | Kaohsiung, 1945, 10.º Ejército Japonés de Área                                                                                               | -                                                            |
| 101    | Shibetsu, febrero de 1945 – Hayakita, Hokkaido, 7 de mayo de 1945, 5.º Ejército Japonés de Área                                              | asignada a la 77.ª División, 11 de febrero de 1945           |
| 102    | Hualien, febrero de 1945, 10.º Ejército Japonés de Área                                                                                      | separada de la 66.ª División                                 |
| 103    | Kaohsiung, febrero de 1945, 10.º Ejército Japonés de Área – Taipéi, mayo de 1945                                                             | -                                                            |
| 105    | Yangon, febrero de 1945 | -                                                            |
| 107    | Gotō, Nagasaki, 1945, 16.º Ejército Japonés de Área                                                                                          | -                                                            |
| 108    | Jejudo, abril de 1945, 58.º Ejército | -                                                            |
| 109    | Tanegashima, 1945, 57.º Ejército | -                                                            |
| 112    | Yilan, abril de 1945, 10.º Ejército Japonés de Área                                                                                          | -                                                            |
| 113    | Iwaki, 1945, 11.º Ejército Japonés de Área                                                                                                   | -                                                            |
| 114    | 23 de mayo de 1945, Nagano- agosto de 1945, Yokosuka, Ejército de la Bahía de Tokio                                                          | -                                                            |
| 115    | Shibasaki, 1945, 51.º Ejército | -                                                            |
| 116    | Hokota, 1945, 51.º Ejército | -                                                            |
| 117    | Numazu, Shizuoka, 1945, 53.º Ejército | -                                                            |
| 118    | Saiki, Ōita, 1945, 16.º Ejército Japonés de Área                                                                                             | -                                                            |
| 119    | Shizuoka, Shizuoka, 1945, 54.º Ejército | -                                                            |
| 120    | Shimizu, Shizuoka, 1945, 54.º Ejército | -                                                            |
| 121    | Gobō, Wakayama, 1945, 15.º Ejército Japonés de Área – Tokushima, agosto de 1945, 55.º Ejército                                               | reemplazada por la 123.ª Brigada Mixta Independiente en Gobō |
| 122    | Nagasaki, 1945, 16.º Ejército Japonés de Área                                                                                                | -                                                            |
| 123    | Gobō, Wakayama, 23 de mayo de 1945, 15.º Ejército Japonés de Área                                                                            | -                                                            |
| 124    | Shimonoseki, 1945, 59.º Ejército | -                                                            |
| 125    | Ibusuki, Kagoshima, mayo de 1945, 40.º Ejército                                                                                              | -                                                            |
| 126    | Amakusa, 1945, 16.º Ejército Japonés de Área                                                                                                 | -                                                            |
| 127    | Busan, mayo de 1945 – Ulsan, agosto de 1945                                                                                                  | -                                                            |
| 128    | Noreste de Halmahera, mayo de 1945 | -                                                            |
| 129    | Urup, 1945 | Separada de la 42.ª División                                 |
| 130    | Liaoning, julio de 1945, 3.er Ejército Japonés de Área                                                                                       | -                                                            |
| 131    | Harbin, julio de 1945, 4.º Ejército | -                                                            |
| 132    | Dongning, julio de 1945, 3.º Ejército | asignada a la 128.ª División, agosto de 1945                 |
| 133    | Siping, julio de 1945, 34.º Ejército | -                                                            |
| 134    | Jinzhou, julio de 1945, 3.er Ejército Japonés de Área – Linjiang, agosto de 1945                                                             | asignada a la 125.ª División                                 |
| 135    | Aihui, julio de 1945, 4.º Ejército | -                                                            |
| 136    | Nencheng, julio de 1945 – Qiqihar, agosto de 1945, 4.º Ejército                                                                              |                                                              |